# Getty Center
El Getty Center és un campus del Museu Getty i altres programes de la Fundació Getty, situat al número 1200 del carrer Getty Center Drive del barri de Brentwood (Los Angeles), a Los Angeles, als Estats Units. El centre, de 1.300 milions de dòlars, es va obrir al públic el 16 de desembre de 1997 i és conegut per la seva arquitectura, jardins i vistes a Los Angeles. El centre es troba al cim d'un turó connectat amb un garatge d'aparcament per a visitants a la part inferior del turó.
El centre és una de les dues ubicacions del Museu J. Paul Getty i atrau 1,8 milions de visitants anualment. La branca central del museu inclou pintures, dibuixos, manuscrits il·luminats, escultures i arts decoratives europees anteriors al segle xx; i fotografies des de la dècada de 1830 fins a l'actualitat d'arreu del món. A més, la col·lecció del museu al centre inclou escultures a l'aire lliure exposades a terrasses i jardins i el gran Jardí Central dissenyat per Robert Irwin. Entre les obres d'art exposades hi ha el quadre de Vincent van Gogh Iris. Dissenyat per l'arquitecte Richard Meier, el campus també acull el Getty Research Institute (GRI), el Getty Conservation Institute, la Getty Foundation i el J. Paul Getty Trust. El disseny del centre incloïa disposicions especials per abordar les preocupacions sobre terratrèmols i incendis.
El centre deu el seu nom a l'empresari i filantrop nord-americà Jean Paul Getty, que va aportar fons i una mansió amb la seva col·lecció privada d'art situada a Malibú (Califòrnia) a un fideïcomís anomenat J. Paul Getty Trust. Havia col·leccionat art des de la dècada de 1930. En aquesta mansió es va inaugurar, el 1974, el Museu J. Paul Getty, ara identificat com Museu J. Paul Getty Malibu i que la seva web oficial denomina més col·loquialment Getty Vila. Alberga els fons d'art grecoromà, en sintonia amb el seu estil arquitectònic inspirat en les viles antigues de Pompeia i Herculà. En 1976, en obrir-se el testament de Jean Paul Getty, havia deixat set-cents milions de dòlars al museu, i durant sis anys va haver plets que van impedir el seu ús. La construcció del Centre Getty a Los Angeles va suposar el trasllat de gairebé totes les col·leccions artístiques, excepte les peces gregues i romanes que romanen a la vila de Malibu.

## Col·lecció de pintura

El rapte d'Europa, de Rembrandt.

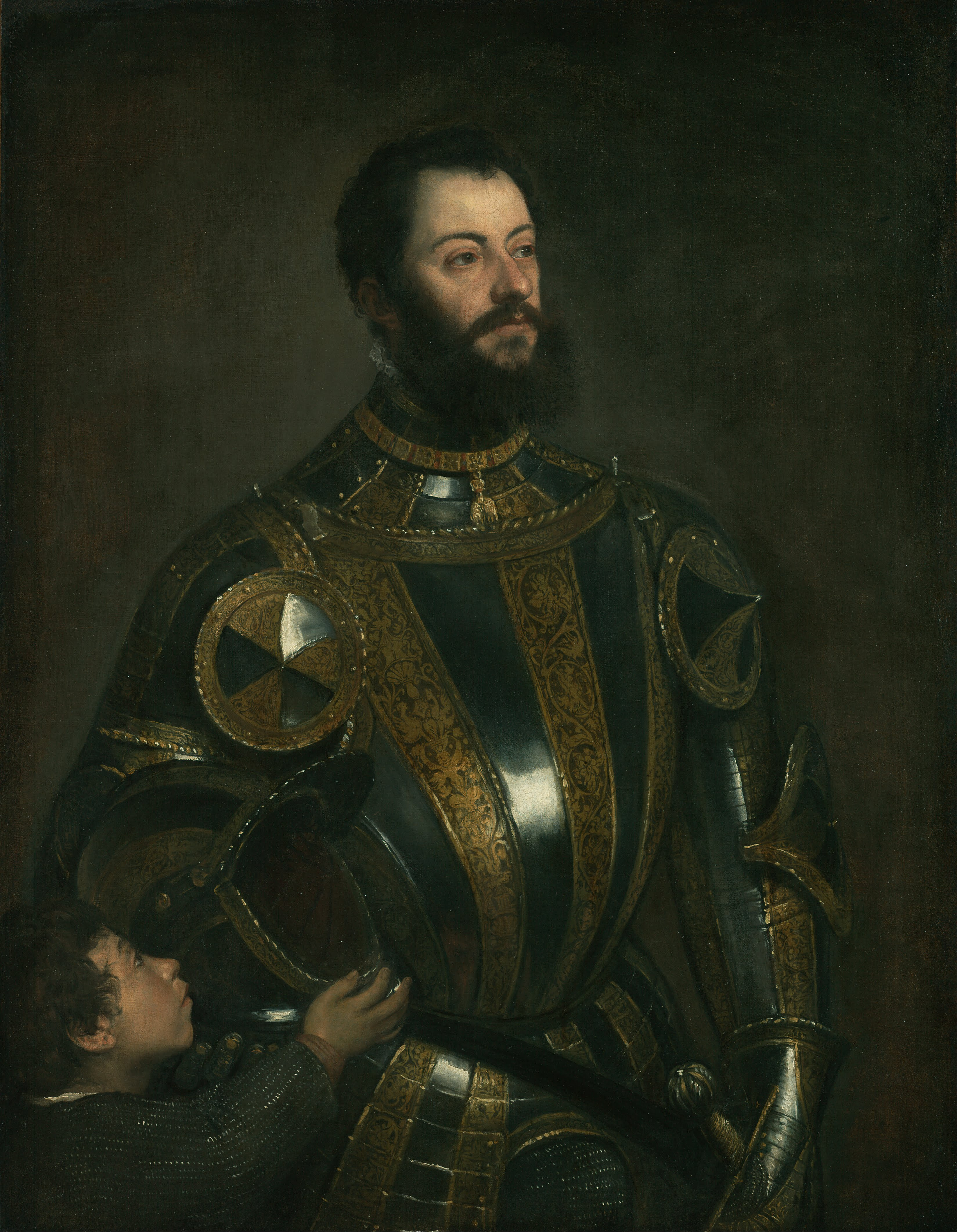
El marquès del Vasto, de Tiziano.

Els fons de pintura són els més coneguts del Centre Getty. Se centren en Europa, en un període que arrenca al segle xiv a Itàlia i acaba al cap del segle xx amb James Ensor i Edvard Munch. La col·lecció atura (amb contades excepcions) l'any 1900.

### Pintura italiana
És possiblement la secció més il·lustre, per la rellevància dels autors i la qualitat de les obres. S'inicia amb un San Lucas de Simone Martini (company del San Pere de la Col·lecció Carmen Thyssen-Bornemisza) i prossegueix amb un tríptic de Bernardo Daddi, La Coronació de la Verge de Gentile da Fabriano, un rar San Andreu de Masaccio i la famosa Cacera d'ànecs de Vittore Carpaccio, identificada com la part superior de les famoses Dues cortesanes del Museu Correr de Venècia.
El segle xvi compta amb exemples com L'Epifania d'Andrea Mantegna, Sagrada Família de Fra Bartolomeo, altra pintada per Giulio Romano, Cap de Crist d'Antonio Allegri da Correggio, Retrat del papa Climent VII de Sebastiano del Piombo i dos inusuals obres de Dosso Dossi: una escena mitològica identificada amb dubtes com Eco i Pa, i una Al·legoria de la Fortuna. Pontormo ostenta especial protagonisme amb el ja citat Alabarder, d'identitat discutida. Il Veronese compta amb un rar Retrat masculí de cos sencer, i de Tiziano es mostra una versió del Venus i Adonis del Museu del Prado i un Retrat del marquès del Vast.
En el repertori del segle xvii sobresurt The Sacrifice of Polyxena pintura de Giambattista Pittoni, Caiguda camí del Calvari, pintura sobre coure de Domenichino, i del segle xviii cal esmentar una Vista de Venècia amb Santa Maria della Salute, de Bernardo Bellotto.

### Els Països Baixos
Per tal s'entenen les escoles flamenca i holandesa. Aquest apartat compta amb L'Anunciació de Dieric Bouts, Entrada dels animals en l'arca de Noé de Jan Brueghel de Velours, Mart i Venus sorpresos per Vulcà de Joachim Wtewael, i ja dintre del ple barroc, cal esmentar dos retrats de Van Dyck: Agostino Pallavicini, imponent retrat de cos sencer de la seva etapa genovesa, i Retrat de Thomas Howard, Lord Arundel, el famós col·leccionista d'art, pintat per Van Dyck en la seva breu primera estada a Londres.
Rubens compta amb una Pietat i una Cacera del senglar de Calidonia, encara que queda eclipsat per Rembrandt, amb tres obres: El rapte d'Europa (1632), Daniel i Ciro davant l'estàtua de Baal (1633) i un San Bartolomé de la seva última època (1661). De les tres obres, les dues primeres van ser adquirides pel museu el mateix any (1995), el que demostra el seu poder econòmic. La col·lecció inclou a més exemples de Jacob van Ruysdael (El molí d'aigua), Paulus Potter, Jan Steen (Lliçó de dibuix) i Philips Koninck.

### Pintura francesa
Compta amb un repertori cronològicament molt ampli, perquè el museu engloba també en aquesta secció les obres impressionistes i posteriors. Cal esmentar Venus i Adonis de Simon Vouet, i especialment la Sagrada Família de Nicolas Poussin, anomenada «de les onze figures». Igual que un pastís de Degas, el museu la posseeix en co-propietat amb el Museu Norton Simon de Pasadena.

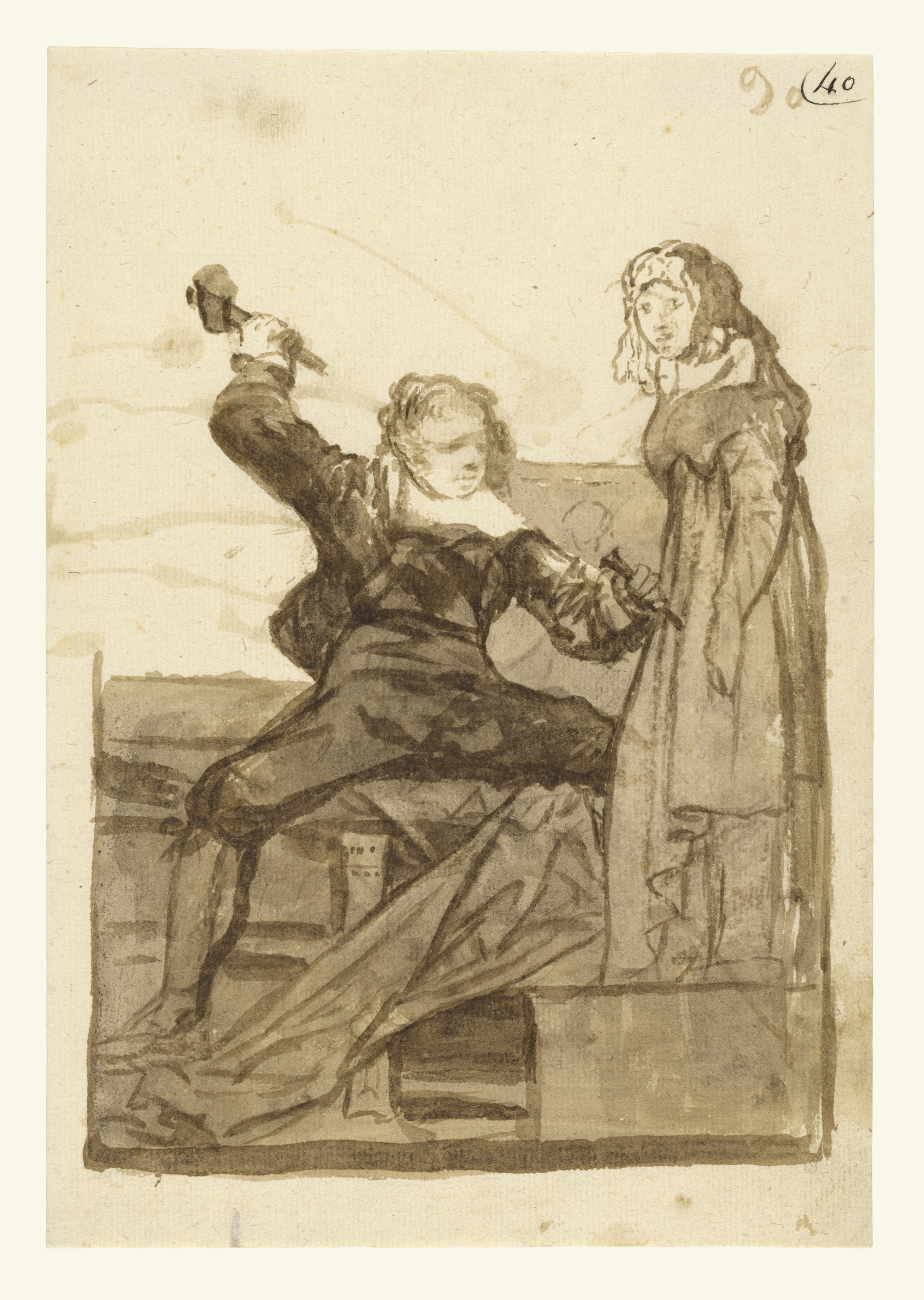
Pigmalió i Galatea, dibuix de Goya

Els fons francesos del segle xviii i del XIX fins al realisme, inclouen a Jean-François de Troy (Nobles abans d'una festa), Jean-Baptiste Greuze (La bugadera), Maurice Quentin de La Tour (un retrat al pastís de dos metres d'altura), Jacques-Louis David (Telèmac s'acomiada d'Eucaris) i William-Adolphe Bouguereau (Noia defensant-se de Cupid). Esment a part mereix Jean-François Millet, amb el Camperol amb açada que va suscitar escàndol en el Saló de París de 1863, i Théodore Géricault, amb Els tres amants, escena de ménage à trois gairebé pornogràfica.

### Pintura espanyola i britànica
Compta amb un mostrari més limitat, encara que destaquen Goya amb una escena taurina de 1824 (La sort de vares), un retrat de Thomas Gainsborough que mostra a James Christie, el fundador de la signatura de subhastes Christie's, i el gran quadre La primavera, de Lawrence Alma-Tadema.

### Impressionisme iseglexx
El repertori impressionista i posterior mereix un apartat a part. Compta amb exemples de màxima valoració en les subhastes, com Almiares de Claude Monet, El carrer Mosnier amb banderes de Manet, Bodegó amb pomes de Cézanne, Els lliris de Van Gogh, que van recalar en el museu després de la seva venda al magnat Alan Bond, Nit estavellada d'Edvard Munch i la famosa Entrada de Crist a Brussel·les, de James Ensor. Juntament amb la pintura i escultura, especialitats del museu, es custodien fons de dibuixos (de Rembrandt hi ha una desena, i hi ha exemples de Leonardo da Vinci, Giambattista Tiepolo, Goya i Degas), així com manuscrits, miniatures i peces decoratives.